# 線斑吻棘鰍
線斑吻棘鰍為輻鰭魚綱合鰓目刺鰍亞目刺鰍科的其中一種，分布於亞洲印度Jorai河及尼泊爾Rapti河流域，體長可達18.4公分，棲息在底層水域，屬肉食性。